# Armadillidium armeniensis
Armadillidium armeniensis är en kräftdjursart som beskrevs av Albert Vandel 1980. Armadillidium armeniensis ingår i släktet Armadillidium och familjen klotgråsuggor. Inga underarter finns listade i Catalogue of Life.